# Preiskovalna komisija Državnega zbora Republike Slovenije o sumu zlorabe javnih pooblastil za vzroke, okoliščine in posledice dogodkov na kapitalskem trgu v marcu 1996 in uresničevanju zakonskih nalog Agencije za trg vrednostnih papirjev ...
Preiskovalna komisija Državnega zbora Republike Slovenije o sumu zlorabe javnih pooblastil za vzroke, okoliščine in posledice dogodkov na kapitalskem trgu v marcu 1996 in uresničevanju zakonskih nalog Agencije za trg vrednostnih papirjev v obdobju 1995 – 1997, vključno z vsemi njenimi organi je bila preiskovalna komisija, ki je delovala v mandatu prvega Državnega zbora Republike Slovenije.

## Sestava
- izvoljena: 22. maj 1998
- predsednik: Peter Petrovič (do 25. februar 1999), Jožef Zimšek (od 13. oktobra 1999)
- namestnik predsednika: Stanislav Brenčič
- člani: Janez Cimperman (od 20. junij 2000), Polonca Dobrajc, Franci Rokavec, Nikolaj Rožič (od 21. september 1999 do 13. oktober 1999), Jožef Špindler, Janko Veber in dr. Jože Zagožen (do 7. junij 2000).